# Xã Homer, Quận Will, Illinois
Xã Homer (tiếng Anh: Homer Township) là một xã thuộc quận Will, tiểu bang Illinois, Hoa Kỳ. Năm 2010, dân số của xã này là 39.059 người.